# Troisième district congressionnel du Tennessee
Le 3e district congressionnel du Tennessee est un district de l'est du Tennessee. Il est représenté par le républicain Chuck Fleischmann depuis janvier 2011. Le 3e district est centré sur Chattanooga depuis avant la guerre civile.
En terme de densité, le district est peu peuplé, car une grande partie est située dans les Appalaches. Près de la moitié de la population du district vit dans le comté de Hamilton.

## Frontières actuelles
Le district comprend deux moitiés, reliées par une étroite vrille dans le comté de Roane, près de Ten Mile. La moitié supérieure englobe tous les comtés de Roane, Anderson et Morgan, ainsi que la majeure partie de Scott et la moitié du comté de Campbell.
La moitié inférieure borde la Caroline du Nord à l'est et la Géorgie au sud. Il est composé des comtés de Hamilton, Polk, McMinn, Monroe et Bradley.

## Histoire
Le 3e district se situe sur la ligne de démarcation entre les comtés et les villes qui ont favorisé ou opposé la sécession du Sud pendant la guerre civile. George Washington Bridges a été élu unioniste (le nom utilisé par une coalition de républicains, de démocrates du Nord et de démocrates du Sud anti-confédérés) au 37e Congrès, mais il a été arrêté par les troupes confédérées alors qu'il était en route vers Washington, D.C., et ramené au Tennessee. Bridges fut retenu prisonnier pendant plus d'un an avant de s'échapper et de se rendre à Washington, D.C., et de prendre ses fonctions le 23 février 1863, servant jusqu'au 3 mars 1863.
Pendant une grande partie du XXe siècle, le sud-est du Tennessee était la seule partie de l'est du Tennessee, traditionnellement fortement républicaine, où les démocrates étaient en mesure de rivaliser sur une base plus ou moins égale. Les journaux de Chattanooga – le Times modéré à progressiste et l’archiconservateur Free Press (maintenant regroupés dans le Chattanooga Times Free Press) – ont imprimé des éditoriaux politiques diamétralement opposés. Les comtés du nord votent majoritairement républicain depuis les années 1860, de la même manière que leurs voisins des 1er et 2e districts actuels. Cependant, les démocrates ont reçu un certain soutien dans les zones minières du charbon (datant de la Grande Dépression). De plus, dans les années qui ont suivi la Seconde Guerre mondiale, la ville d'Oak Ridge, fondée par le gouvernement, avec ses syndicats actifs et sa population largement étrangère à la région, a été une source de votes démocrates potentiels.
Cet équilibre a montré des signes de changement à partir de la fin des années 1950, lorsque les Blancs ruraux et ouvriers ont commencé à diviser leurs listes aux élections nationales pour soutenir Dwight Eisenhower et Barry Goldwater. Au cours des années suivantes, le district a chaleureusement soutenu George Wallace dans sa candidature à la présidence en 1968, et a apporté un soutien tout aussi fort à Richard Nixon et Ronald Reagan, ainsi qu'aux gouverneurs Winfield Dunn et Lamar Alexander. Le district n’a soutenu un Démocrate à la présidence que deux fois au cours du dernier demi-siècle, en 1956 et 1992. Même dans ces cas, ce soutien était presque entièrement imputable à la présence de fils autochtones comme candidats à la vice-présidence. En 1956, le sénateur Estes Kefauver, qui avait représenté le 3e de 1939 à 1949, était le candidat démocrate à la vice-présidence. En 1992, le sénateur Al Gore était le candidat à la vice-présidence de Bill Clinton, mais même avec la présence de Gore, les démocrates n'ont remporté la troisième place que par 39 voix sur 225 000 voix exprimées.
Même si le district est devenu plus amical envers les républicains au niveau national, les démocrates ont toujours tenu bon au niveau local. Cette tendance a été brisée lorsque le Républicain Bill Brock a remporté le siège du Congrès en 1962, mettant ainsi fin à 40 ans de mandat démocrate. Il a cédé le siège à son compatriote républicain LaMar Baker en 1971. Cependant, la démocrate conservatrice Marilyn Lloyd (veuve d'un présentateur de journal télévisé populaire à Chattanooga) l'a récupéré en 1974 et l'a occupé pendant 20 ans. Au début des années 1990 encore, les démocrates détenaient au moins la moitié des bureaux locaux de la région, en particulier dans la partie sud.
À mesure que les années 1990 avançaient, les démocrates ont progressivement commencé à perdre même les postes de comté et locaux qu’ils occupaient depuis des générations. Cette tendance a en fait commencé dès 1992, lorsque Lloyd a à peine conservé son siège contre le Républicain Zach Wamp. Lloyd a pris sa retraite en 1994 et Wamp a remporté de peu la course pour lui succéder dans le cadre de la vague massive du GOP de cette année-là. Wamp a été réélu haut la main en 1996, et les républicains l’ont conservé sans difficulté sérieuse depuis lors. En effet, les démocrates n’ont obtenu que 40 % des voix à deux reprises depuis que Lloyd a pris sa retraite. Le redécoupage après le recensement de 2010 a consolidé l'emprise républicaine sur le siège, et c'est désormais l'un des districts les plus républicains du pays.
Les démocrates restent compétitifs dans certaines courses aux niveaux local et étatique, notamment à Chattanooga et Oak Ridge. Chattanooga envoie également certains démocrates à la législature de l'État. Cependant, même une politique modérément libérale est très difficile à vendre, et la plupart des démocrates de la région – en particulier en dehors de Chattanooga – sont plutôt conservateurs sur les questions sociales. Le 3e district abrite plusieurs confessions et collèges protestants évangéliques, contribuant au conservatisme social de la région.
Après l'annonce de Wamp en janvier 2009 selon laquelle il se présenterait au poste de Gouverneur en 2010 au lieu de se faire réélire, plusieurs candidats ont annoncé une campagne pour le siège. En mars 2010, le champ républicain comprenait l'ancienne présidente du parti de l'État Robin Smith, le capitaine de l'armée de l'air Rick Kernea, Tommy Crangle, l'avocat de Chattanooga Chuck Fleischmann, le shérif du comté de Bradley Tim Gobble, Art Rhodes, Van Irion et Basil Marceaux. Fleischmann a remporté la primaire du 5 août 2010 avec environ 28 % du total des voix,. Les candidats démocrates en octobre 2009 étaient Paula Flowers d'Oak Ridge, un ancien membre du cabinet du gouverneur Phil Bredesen, et un ancien membre du Parti libertaire Brent Benedict, qui a remporté la primaire démocrate de 2006 pour le siège mais a perdu les élections générales face à Wamp,,. Ces deux démocrates ont ensuite abandonné leur campagne, mais quatre autres candidats ont inscrit leur nom sur le bulletin de vote pour la primaire démocrate d'août 2010 : Alicia Mitchell d'Oak Ridge, Brenda Freeman Short d'East Ridge, ainsi que Brent Staton et John Wolfe de Chattanooga. Wolfe a été le vainqueur de la primaire du 5 août 2010. Six indépendants ont également déposé des pétitions pour comparaître lors du scrutin de novembre 2010 : Don Barkman, Mark DeVol, Gregory C. Goodwin, Robert Humphries, Mo Kiah et Savas T. Kyriakidis. Le candidat républicain Chuck Fleischmann a remporté les élections générales de novembre 2010 avec 57 % des voix, suivi par le Démocrate John Wolfe avec 28 % et l'Indépendant Savas Kyriakidis avec 10 %.

## Historique de vote
| Année | Poste     | Résultats              |
| ----- | --------- | ---------------------- |
| 2000  | Président | Bush 57,0 % - 31,0 %   |
| 2004  | Président | Bush 61,0 % - 38,0 %   |
| 2008  | Président | McCain 61,3 % - 37,3 % |
| 2012  | Président | Romney 63,3 % - 35,0 % |
| 2016  | Président | Trump 65,4 % - 30,2 %  |
| 2020  | Président | Trump 65,3 % - 32,9 %  |

## Liste des Représentants du district
| Membre                          | Années                              | Congrès     | Parti                                 | Histoire électorale | Zone géographique                     |
| ------------------------------- | ----------------------------------- | ----------- | ------------------------------------- | --- | ------------------------------------- |
| District établit le 4 mars 1805 |                                     |             |                                       | |                                       |
| William Dickson (en)            | 4 mars 1805 - 3 mars 1807           | 9e          | Républicain-Démocrate                 | Redécoupage depuis le district at-large et réélu en 1805. Retrait. | 1805–1813 "District Metro"            |
| Jesse Wharton (en)              | 4 mars 1807 - 3 mars 1809           | 10e         | Républicain-Démocrate                 | Élu en 1807. Retrait. | 1805–1813 "District Metro"            |
| Pleasant Moorman Miller (en)    | 4 mars 1809 - 3 mars 1811           | 11e         | Républicain-Démocrate                 | Élu en 1809. Retrait. | 1805–1813 "District Metro"            |
| Felix Grundy                    | 4 mars 1811 - 3 mars 1813           | 12e         | Républicain-Démocrate                 | Élu en 1811. Redécoupage vers le 5e district. | 1805–1813 "District Metro"            |
| Thomas K. Harris (en)           | 4 mars 1813 - 3 mars 1815           | 13e         | Républicain-Démocrate                 | Élu en 1813. Perd sa réélection. | 1813–1823                             |
| Isaac Thomas (en)               | 4 mars 1815 - 3 mars 1817           | 14e         | Républicain-Démocrate                 | Élu en 1815. Retrait. | 1813–1823                             |
| Francis Jones (en)              | 4 mars 1817 - 3 mars 1823           | 15e - 17e   | Républicain-Démocrate                 | Élu en 1817. Réélu en 1819. Réélu en 1821. Retrait. | 1813–1823                             |
| James I. Standifer (en)         | 4 mars 1823 - 3 mars 1825           | 18e         | Républicain-Démocrate                 | Élu en 1823. Perd sa réélection. | 1823–1833                             |
| James C. Mitchell (en)          | 4 mars 1825 - 3 mars 1829           | 19e , 20e   | Jacksonien (en)                       | Élu en 1825. Réélu en 1827. Perd sa réélection. | 1823–1833                             |
| James I. Standifer (en)         | 4 mars 1829 - 3 mars 1833           | 21e , 22e   | Jacksonien (en)                       | Élu en 1829. Réélu en 1831. Redécoupage vers le 4e district. | 1823–1833                             |
| Luke Lea (en)                   | 4 mars 1833 - 3 mars 1835           | 23e , 24e   | Jacksonien (en)                       | Élu en 1833. Réélu en 1835. Retrait. | 1833–1843                             |
| Luke Lea (en)                   | 4 mars 1835 - 3 mars 1837           | 23e , 24e   | Anti-Jacksonien                       | Élu en 1833. Réélu en 1835. Retrait. | 1833–1843                             |
| Joseph L. Williams (en)         | 4 mars 1837 - 3 mars 1843           | 25e - 27e   | Whig                                  | Élu en 1837. Réélu en 1839. Réélu en 1841. Perd sa renomination. | 1833–1843                             |
| Julius W. Blackwell (en)        | 4 mars 1843 - 3 mars 1845           | 28e         | Démocrate                             | Élu en 1842. Perd sa réélection. | 1843–1853                             |
| John H. Crozier (en)            | 4 mars 1845 - 3 mars 1849           | 29e , 30e   | Whig                                  | Élu en 1845. Réélu en 1847. Retrait. | 1843–1853                             |
| Josiah M. Anderson (en)         | 4 mars 1849 - 3 mars 1851           | 31e         | Whig                                  | Élu en 1849. Perd sa réélection. | 1843–1853                             |
| William M. Churchwell (en)      | 4 mars 1851 - 3 mars 1853           | 32e         | Démocrate                             | Élu en 1851. Redécoupage vers le 2e district. | 1843–1853                             |
| Samuel A. Smith (en)            | 4 mars 1853 - 3 mars 1859           | 33e - 35e   | Démocrate                             | Élu en 1853. Réélu en 1855. Réélu en 1857. Perd sa réélection. | 1853–1863                             |
| Reese B. Brabson (en)           | 4 mars 1859 - 3 mars 1861           | 36e         | Opposition Party (en)                 | Élu en 1859. Retrait. | 1853–1863                             |
| George W. Bridges (en)          | 4 mars 1861 - 3 mars 1863           | 37e         | Unioniste                             | Élu en 1861 mais n'a tout d'abord pas pu prendre possession du siège, car capturé par l'Armée Confédérée. Intronisé le 25 février 1863 après s'être échappé d'une prison Confédérée. Incapable de se représenter car l'État était sous occupation de la Confédération. | 1853–1863                             |
| District inactif                | 4 mars 1863 - 24 juillet 1866       | 38e , 39e   | Guerre de Sécession et Reconstruction | Guerre de Sécession et Reconstruction | Guerre de Sécession et Reconstruction |
| William B. Stokes (en)          | 24 juillet 1866 - 3 mars 1867       | 39e 41e     | Unioniste Inconditionnel              | Élu en 1865. Réélu en 1867. Réélu en 1868. Perd sa réélection. | 1866–1873                             |
| William B. Stokes (en)          | 4 mars 1867 - 3 mars 1871           | 39e 41e     | Républicain                           | Élu en 1865. Réélu en 1867. Réélu en 1868. Perd sa réélection. | 1866–1873                             |
| Abraham E. Garrett (en)         | 4 mars 1871 - 3 mars 1873           | 42e         | Démocrate                             | Élu en 1870. Redécoupage vers le 2e district et perd sa réélection. | 1866–1873                             |
| William Crutchfield (en)        | 4 mars 1873 - 3 mars 1875           | 43e         | Républicain                           | Élu en 1872. Retrait. | 1873–1883                             |
| George G. Dibrell (en)          | 4 mars 1875 - 3 mars 1885           | 44e - 48e   | Démocrate                             | Élu en 1874. Réélu en 1876. Réélu en 1878. Réélu en 1880. Réélu en 1882. Retrait. | 1873–1883                             |
| 1883–1893                       |                                     | 44e - 48e   |                                       | Élu en 1874. Réélu en 1876. Réélu en 1878. Réélu en 1880. Réélu en 1882. Retrait. |                                       |
| John R. Neal (en)               | 4 mars 1885 - 3 mars 1889           | 49e , 50e   | Démocrate                             | Élu en 1884. Réélu en 1886. Retrait. |                                       |
| Henry Clay Evans (en)           | 4 mars 1889 - 3 mars 1891           | 51e         | Républicain                           | Élu en 1888. Perd sa réélection. |                                       |
| Henry O. Snodgrass (en)         | 4 mars 1891 - 3 mars 1895           | 52e , 53e   | Démocrate                             | Élu en 1890. Réélu en 1892. Perd sa réélection. |                                       |
| 1893–1903                       |                                     | 52e , 53e   |                                       | Élu en 1890. Réélu en 1892. Perd sa réélection. |                                       |
| Foster V. Brown (en)            | 4 mars 1895 - 3 mars 1897           | 54e         | Républicain                           | Élu en 1894. Retrait. |                                       |
| John A. Moon (en)               | 4 mars 1897 - 3 mars 1921           | 55e , 56e   | Démocrate                             | Élu en 1896. Réélu en 1898. Réélu en 1900. Réélu en 1902. Réélu en 1904. Réélu en 1906. Réélu en 1908. Réélu en 1910. Réélu en 1912. Réélu en 1914. Réélu en 1916. Réélu en 1918. Perd sa réélection.                                                                  |                                       |
| 1903–1913                       |                                     | 55e , 56e   |                                       | Élu en 1896. Réélu en 1898. Réélu en 1900. Réélu en 1902. Réélu en 1904. Réélu en 1906. Réélu en 1908. Réélu en 1910. Réélu en 1912. Réélu en 1914. Réélu en 1916. Réélu en 1918. Perd sa réélection.                                                                  |                                       |
| 1913–1923                       |                                     | 55e , 56e   |                                       | Élu en 1896. Réélu en 1898. Réélu en 1900. Réélu en 1902. Réélu en 1904. Réélu en 1906. Réélu en 1908. Réélu en 1910. Réélu en 1912. Réélu en 1914. Réélu en 1916. Réélu en 1918. Perd sa réélection.                                                                  |                                       |
| Joseph E. Brown (en)            | 4 mars 1921 - 3 mars 1923           | 67e         | Républicain                           | Élu en 1920. Retrait. |                                       |
| Sam D. McReynolds (en)          | 4 mars 1923 - 11 juillet 1939       | 68e - 76e   | Démocrate                             | Élu en 1922. Réélu en 1924. Réélu en 1926. Réélu en 1928. Réélu en 1930. Réélu en 1932. Réélu en 1934. Réélu en 1936. Réélu en 1938. Décès. | 1923–1933                             |
| 1933–1943                       |                                     | 68e - 76e   |                                       | Élu en 1922. Réélu en 1924. Réélu en 1926. Réélu en 1928. Réélu en 1930. Réélu en 1932. Réélu en 1934. Réélu en 1936. Réélu en 1938. Décès. |                                       |
| Vacant                          | 11 juillet 1939 - 13 septembre 1939 | 76e         |                                       | |                                       |
| Estes Kefauver                  | 13 septembre 1939 - 3 janvier 1949  | 76e - 80e   | Démocrate                             | Élu pour terminer le mandat de McReynold. Réélu en 1940. Réélu en 1942. Réélu en 1944. Réélu en 1946. Retrait pour se présenter comme Sénateur des États-Unis. |                                       |
| 1943–1953                       |                                     | 76e - 80e   |                                       | Élu pour terminer le mandat de McReynold. Réélu en 1940. Réélu en 1942. Réélu en 1944. Réélu en 1946. Retrait pour se présenter comme Sénateur des États-Unis. |                                       |
| James B. Frazier Jr. (en)       | 3 janvier 1949 - 3 janvier 1963     | 81e - 87e   | Démocrate                             | Élu en 1948. Réélu en 1950. Réélu en 1952. Réélu en 1954. Réélu en 1956. Réélu en 1958. Réélu en 1960. Perd sa renomination. |                                       |
| 1953–1963                       |                                     | 81e - 87e   |                                       | Élu en 1948. Réélu en 1950. Réélu en 1952. Réélu en 1954. Réélu en 1956. Réélu en 1958. Réélu en 1960. Perd sa renomination. |                                       |
| Bill Brock                      | 3 janvier 1963 - 3 janvier 1971     | 88e - 91e   | Républicain                           | Élu en 1962. Réélu en 1964. Réélu en 1966. Réélu en 1968. Retrait pour se présenter comme Sénateur des États-Unis. | 1963–1973                             |
| LaMar Baker (en)                | 3 janvier 1971 - 3 janvier 1975     | 92e , 93e   | Républicain                           | Élu en 1970. Réélu en 1972. Perd sa réélection. | 1963–1973                             |
| 1973–1983                       |                                     | 92e , 93e   |                                       | Élu en 1970. Réélu en 1972. Perd sa réélection. |                                       |
| Marilyn Lloyd (en)              | 3 janvier 1975 - 3 janvier 1995     | 94e - 103e  | Démocrate                             | Élue en 1974. Réélue en 1976. Réélue en 1978. Réélue en 1980. Réélue en 1982. Réélue en 1984. Réélue en 1986. Réélue en 1988. Réélue en 1990. Réélue en 1992. Retrait.                                                                                                 |                                       |
| 1983–1993                       |                                     | 94e - 103e  |                                       | Élue en 1974. Réélue en 1976. Réélue en 1978. Réélue en 1980. Réélue en 1982. Réélue en 1984. Réélue en 1986. Réélue en 1988. Réélue en 1990. Réélue en 1992. Retrait.                                                                                                 |                                       |
| 1993–2003                       |                                     | 94e - 103e  |                                       | Élue en 1974. Réélue en 1976. Réélue en 1978. Réélue en 1980. Réélue en 1982. Réélue en 1984. Réélue en 1986. Réélue en 1988. Réélue en 1990. Réélue en 1992. Retrait.                                                                                                 |                                       |
| Zach Wamp (en)                  | 3 janvier 1995 - 3 janvier 2011     | 104e - 111e | Républicain                           | Élu en 1994. Réélu en 1996. Réélu en 1998. Réélu en 2000. Réélu en 2002. Réélu en 2004. Réélu en 2006. Réélu en 2008. Retrait pour se présenter comme Gouverneur du Tennessee.                                                                                         |                                       |
| 2003–2013                       |                                     | 104e - 111e |                                       | Élu en 1994. Réélu en 1996. Réélu en 1998. Réélu en 2000. Réélu en 2002. Réélu en 2004. Réélu en 2006. Réélu en 2008. Retrait pour se présenter comme Gouverneur du Tennessee.                                                                                         |                                       |
| Chuck Fleischmann               | 3 janvier 2011                      | 112e - 118e | Républicain                           | Élu en 2010. Réélu en 2012. Réélu en 2014. Réélu en 2016. Réélu en 2018. Réélu en 2020. Réélu en 2022. |                                       |
| 2013–2023                       |                                     | 112e - 118e |                                       | Élu en 2010. Réélu en 2012. Réélu en 2014. Réélu en 2016. Réélu en 2018. Réélu en 2020. Réélu en 2022. |                                       |
| 2023–Présent                    |                                     | 112e - 118e |                                       | Élu en 2010. Réélu en 2012. Réélu en 2014. Réélu en 2016. Réélu en 2018. Réélu en 2020. Réélu en 2022. |                                       |

## Résultats des récentes élections
Voici les résultats des dix précédents cycles électoraux dans le district.

### 2004
| Élection de 2004 du 3e district congressionnel du Tennessee | Élection de 2004 du 3e district congressionnel du Tennessee | Élection de 2004 du 3e district congressionnel du Tennessee | Élection de 2004 du 3e district congressionnel du Tennessee | Élection de 2004 du 3e district congressionnel du Tennessee |
| ----------------------------------------------------------- | ----------------------------------------------------------- | ----------------------------------------------------------- | ----------------------------------------------------------- | ----------------------------------------------------------- |
| Parti                                                       | Parti                                                       | Candidat                                                    | Votes                                                       | %                                                           |
|                                                             | Républicain                                                 | Zach Wamp (en) (sortant)                                    | 166 154                                                     | 64,7                                                        |
|                                                             | Démocrate                                                   | John Wolfe                                                  | 84 295                                                      | 32,8                                                        |
|                                                             | Indépendant                                                 | June Griffin                                                | 3 018                                                       | 1,2                                                         |
|                                                             | Indépendant                                                 | Doug Vandagriff                                             | 1 696                                                       | 0,7                                                         |
|                                                             | Indépendant                                                 | Jean Howard-Hill                                            | 1 473                                                       | 0,6                                                         |
| Total des votes                                             | Total des votes                                             | Total des votes                                             | 256 636                                                     | 100 %                                                       |
|                                                             | Les Républicains conservent                                 |                                                             |                                                             |                                                             |

### 2006
| Élection de 2006 du 3e district congressionnel du Tennessee | Élection de 2006 du 3e district congressionnel du Tennessee | Élection de 2006 du 3e district congressionnel du Tennessee | Élection de 2006 du 3e district congressionnel du Tennessee | Élection de 2006 du 3e district congressionnel du Tennessee |
| ----------------------------------------------------------- | ----------------------------------------------------------- | ----------------------------------------------------------- | ----------------------------------------------------------- | ----------------------------------------------------------- |
| Parti                                                       | Parti                                                       | Candidat                                                    | Votes                                                       | %                                                           |
|                                                             | Républicain                                                 | Zach Wamp (en) (sortant)                                    | 130 791                                                     | 65,7                                                        |
|                                                             | Démocrate                                                   | Brent Benedict                                              | 68 324                                                      | 34,3                                                        |
| Total des votes                                             | Total des votes                                             | Total des votes                                             | 199 115                                                     | 100 %                                                       |
|                                                             | Les Républicains conservent                                 |                                                             |                                                             |                                                             |

### 2008
| Élection de 2008 du 3e district congressionnel du Tennessee | Élection de 2008 du 3e district congressionnel du Tennessee | Élection de 2008 du 3e district congressionnel du Tennessee | Élection de 2008 du 3e district congressionnel du Tennessee | Élection de 2008 du 3e district congressionnel du Tennessee |
| ----------------------------------------------------------- | ----------------------------------------------------------- | ----------------------------------------------------------- | ----------------------------------------------------------- | ----------------------------------------------------------- |
| Parti                                                       | Parti                                                       | Candidat                                                    | Votes                                                       | %                                                           |
|                                                             | Républicain                                                 | Zach Wamp (en) (sortant)                                    | 184 964                                                     | 69,4                                                        |
|                                                             | Démocrate                                                   | Doug Vandagriff                                             | 73 059                                                      | 27,4                                                        |
|                                                             | Indépendant                                                 | Jean Howard-Hill                                            | 4 848                                                       | 1,8                                                         |
|                                                             | Indépendant                                                 | Ed Choate                                                   | 3 750                                                       | 1,4                                                         |
|                                                             | Write-In                                                    | June Griffin                                                | 7                                                           | 0,0                                                         |
| Total des votes                                             | Total des votes                                             | Total des votes                                             | 266 628                                                     | 100 %                                                       |
|                                                             | Les Républicains conservent                                 |                                                             |                                                             |                                                             |

### 2010
| Élection de 2010 du 3e district congressionnel du Tennessee | Élection de 2010 du 3e district congressionnel du Tennessee | Élection de 2010 du 3e district congressionnel du Tennessee | Élection de 2010 du 3e district congressionnel du Tennessee | Élection de 2010 du 3e district congressionnel du Tennessee |
| ----------------------------------------------------------- | ----------------------------------------------------------- | ----------------------------------------------------------- | ----------------------------------------------------------- | ----------------------------------------------------------- |
| Parti                                                       | Parti                                                       | Candidat                                                    | Votes                                                       | %                                                           |
|                                                             | Républicain                                                 | Chuck Fleischmann                                           | 92 032                                                      | 59,6                                                        |
|                                                             | Démocrate                                                   | John Wolfe                                                  | 45 387                                                      | 29,4                                                        |
|                                                             | Indépendant                                                 | Savas T. Kyriakidis                                         | 17 077                                                      | 11,1                                                        |
| Total des votes                                             | Total des votes                                             | Total des votes                                             | 154                                                         | 100 %                                                       |
|                                                             | Les Républicains conservent                                 |                                                             |                                                             |                                                             |

### 2012
| Élection de 2012 du 3e district congressionnel du Tennessee | Élection de 2012 du 3e district congressionnel du Tennessee | Élection de 2012 du 3e district congressionnel du Tennessee | Élection de 2012 du 3e district congressionnel du Tennessee | Élection de 2012 du 3e district congressionnel du Tennessee |
| ----------------------------------------------------------- | ----------------------------------------------------------- | ----------------------------------------------------------- | ----------------------------------------------------------- | ----------------------------------------------------------- |
| Parti                                                       | Parti                                                       | Candidat                                                    | Votes                                                       | %                                                           |
|                                                             | Républicain                                                 | Chuck Fleischmann (sortant)                                 | 157 830                                                     | 61,5                                                        |
|                                                             | Démocrate                                                   | Mary Headrick                                               | 91 094                                                      | 35,5                                                        |
|                                                             | Indépendant                                                 | Matthew Deniston                                            | 7 905                                                       | 3,1                                                         |
| Total des votes                                             | Total des votes                                             | Total des votes                                             | 256 829                                                     | 100 %                                                       |
|                                                             | Les Républicains conservent                                 |                                                             |                                                             |                                                             |

### 2014
| Élection de 2014 du 3e district congressionnel du Tennessee | Élection de 2014 du 3e district congressionnel du Tennessee | Élection de 2014 du 3e district congressionnel du Tennessee | Élection de 2014 du 3e district congressionnel du Tennessee | Élection de 2014 du 3e district congressionnel du Tennessee |
| ----------------------------------------------------------- | ----------------------------------------------------------- | ----------------------------------------------------------- | ----------------------------------------------------------- | ----------------------------------------------------------- |
| Parti                                                       | Parti                                                       | Candidat                                                    | Votes                                                       | %                                                           |
|                                                             | Républicain                                                 | Chuck Fleischmann (sortant)                                 | 97 319                                                      | 62,4                                                        |
|                                                             | Démocrate                                                   | Mary Headrick                                               | 53 963                                                      | 34,6                                                        |
|                                                             | Indépendant                                                 | Cassandra Mitchell                                          | 4 768                                                       | 3,1                                                         |
| Total des votes                                             | Total des votes                                             | Total des votes                                             | 156 050                                                     | 100 %                                                       |
|                                                             | Les Républicains conservent                                 |                                                             |                                                             |                                                             |

### 2016
| Élection de 2016 du 3e district congressionnel du Tennessee | Élection de 2016 du 3e district congressionnel du Tennessee | Élection de 2016 du 3e district congressionnel du Tennessee | Élection de 2016 du 3e district congressionnel du Tennessee | Élection de 2016 du 3e district congressionnel du Tennessee |
| ----------------------------------------------------------- | ----------------------------------------------------------- | ----------------------------------------------------------- | ----------------------------------------------------------- | ----------------------------------------------------------- |
| Parti                                                       | Parti                                                       | Candidat                                                    | Votes                                                       | %                                                           |
|                                                             | Républicain                                                 | Chuck Fleischmann (sortant)                                 | 176 613                                                     | 66,4                                                        |
|                                                             | Démocrate                                                   | Melody Shekari                                              | 76 727                                                      | 28,8                                                        |
|                                                             | Indépendant                                                 | Rick Tyler                                                  | 5 098                                                       | 1,9                                                         |
|                                                             | Indépendant                                                 | Cassandra Mitchell                                          | 5 075                                                       | 1,9                                                         |
|                                                             | Indépendant                                                 | Topher Kersting                                             | 2 493                                                       | 0,9                                                         |
| Total des votes                                             | Total des votes                                             | Total des votes                                             | 266 006                                                     | 100 %                                                       |
|                                                             | Les Républicains conservent                                 |                                                             |                                                             |                                                             |

### 2018
| Élection de 2018 du 3e district congressionnel du Tennessee | Élection de 2018 du 3e district congressionnel du Tennessee | Élection de 2018 du 3e district congressionnel du Tennessee | Élection de 2018 du 3e district congressionnel du Tennessee | Élection de 2018 du 3e district congressionnel du Tennessee |
| ----------------------------------------------------------- | ----------------------------------------------------------- | ----------------------------------------------------------- | ----------------------------------------------------------- | ----------------------------------------------------------- |
| Parti                                                       | Parti                                                       | Candidat                                                    | Votes                                                       | %                                                           |
|                                                             | Républicain                                                 | Chuck Fleischmann (sortant)                                 | 156 512                                                     | 63,7                                                        |
|                                                             | Démocrate                                                   | Danielle Mitchell                                           | 84 731                                                      | 34,5                                                        |
|                                                             | Indépendant                                                 | Rick Tyler                                                  | 4 522                                                       | 1,8                                                         |
| Total des votes                                             | Total des votes                                             | Total des votes                                             | 245 765                                                     | 100 %                                                       |
|                                                             | Les Républicains conservent                                 |                                                             |                                                             |                                                             |

### 2020
| Élection de 2020 du 3e district congressionnel du Tennessee | Élection de 2020 du 3e district congressionnel du Tennessee | Élection de 2020 du 3e district congressionnel du Tennessee | Élection de 2020 du 3e district congressionnel du Tennessee | Élection de 2020 du 3e district congressionnel du Tennessee |
| ----------------------------------------------------------- | ----------------------------------------------------------- | ----------------------------------------------------------- | ----------------------------------------------------------- | ----------------------------------------------------------- |
| Parti                                                       | Parti                                                       | Candidat                                                    | Votes                                                       | %                                                           |
|                                                             | Républicain                                                 | Chuck Fleischmann (sortant)                                 | 215 571                                                     | 67,3                                                        |
|                                                             | Démocrate                                                   | Meg Gorman                                                  | 97 687                                                      | 30,5                                                        |
|                                                             | Indépendant                                                 | Amber Hysell                                                | 5 043                                                       | 1,6                                                         |
|                                                             | Indépendant                                                 | Keith Douglas Sweitzer                                      | 1 990                                                       | 0,6                                                         |
|                                                             | Indépendant                                                 | Scott James (write-in)                                      | 8                                                           | 0,0                                                         |
| Total des votes                                             | Total des votes                                             | Total des votes                                             | 320 299                                                     | 100 %                                                       |
|                                                             | Les Républicains conservent                                 |                                                             |                                                             |                                                             |

### 2022
| Primaire républicaine de 2022 du 3e district congressionnel du Tennessee | Primaire républicaine de 2022 du 3e district congressionnel du Tennessee | Primaire républicaine de 2022 du 3e district congressionnel du Tennessee | Primaire républicaine de 2022 du 3e district congressionnel du Tennessee | Primaire républicaine de 2022 du 3e district congressionnel du Tennessee |
| ------------------------------------------------------------------------ | ------------------------------------------------------------------------ | ------------------------------------------------------------------------ | ------------------------------------------------------------------------ | ------------------------------------------------------------------------ |
| Parti                                                                    | Parti                                                                    | Candidat                                                                 | Votes                                                                    | %                                                                        |
|                                                                          | Républicain                                                              | Chuck Fleischmann (sortant)                                              | 52 073                                                                   | 79,3                                                                     |
|                                                                          | Républicain                                                              | Sandy Casey                                                              | 13 609                                                                   | 20,7                                                                     |

| Primaire démocrate de 2022 du 3e district congressionnel du Tennessee | Primaire démocrate de 2022 du 3e district congressionnel du Tennessee | Primaire démocrate de 2022 du 3e district congressionnel du Tennessee | Primaire démocrate de 2022 du 3e district congressionnel du Tennessee | Primaire démocrate de 2022 du 3e district congressionnel du Tennessee |
| --------------------------------------------------------------------- | --------------------------------------------------------------------- | --------------------------------------------------------------------- | --------------------------------------------------------------------- | --------------------------------------------------------------------- |
| Parti                                                                 | Parti                                                                 | Candidat                                                              | Votes                                                                 | %                                                                     |
|                                                                       | Démocrate                                                             | Meg Gorman                                                            | 17 918                                                                | 100 %                                                                 |

| Élection de 2022 du 3e district congressionnel du Tennessee | Élection de 2022 du 3e district congressionnel du Tennessee | Élection de 2022 du 3e district congressionnel du Tennessee | Élection de 2022 du 3e district congressionnel du Tennessee | Élection de 2022 du 3e district congressionnel du Tennessee |
| ----------------------------------------------------------- | ----------------------------------------------------------- | ----------------------------------------------------------- | ----------------------------------------------------------- | ----------------------------------------------------------- |
| Parti                                                       | Parti                                                       | Candidat                                                    | Votes                                                       | %                                                           |
|                                                             | Républicain                                                 | Chuck Fleischmann (sortant)                                 | 136 639                                                     | 68,4                                                        |
|                                                             | Démocrate                                                   | Meg Gorman                                                  | 60 334                                                      | 30,2                                                        |
|                                                             | Indépendant                                                 | Rick Tyler                                                  | 1 736                                                       | 0,9                                                         |
|                                                             | Indépendant                                                 | Thomas Rumba                                                | 1 121                                                       | 0,6                                                         |
| Total des votes                                             | Total des votes                                             | Total des votes                                             | 199 830                                                     | 100 %                                                       |
|                                                             | Les Républicains conservent                                 |                                                             |                                                             |                                                             |

### 2024
| Primaire républicaine de 2024 du 3e district congressionnel du Tennessee | Primaire républicaine de 2024 du 3e district congressionnel du Tennessee | Primaire républicaine de 2024 du 3e district congressionnel du Tennessee | Primaire républicaine de 2024 du 3e district congressionnel du Tennessee | Primaire républicaine de 2024 du 3e district congressionnel du Tennessee |
| ------------------------------------------------------------------------ | ------------------------------------------------------------------------ | ------------------------------------------------------------------------ | ------------------------------------------------------------------------ | ------------------------------------------------------------------------ |
| Parti                                                                    | Parti                                                                    | Candidat                                                                 | Votes                                                                    | %                                                                        |
|                                                                          | Républicain                                                              | Chuck Fleischmann (sortant)                                              | 44 990                                                                   | 100 %                                                                    |

| Primaire démocrate de 2024 du 3e district congressionnel du Tennessee | Primaire démocrate de 2024 du 3e district congressionnel du Tennessee | Primaire démocrate de 2024 du 3e district congressionnel du Tennessee | Primaire démocrate de 2024 du 3e district congressionnel du Tennessee | Primaire démocrate de 2024 du 3e district congressionnel du Tennessee |
| --------------------------------------------------------------------- | --------------------------------------------------------------------- | --------------------------------------------------------------------- | --------------------------------------------------------------------- | --------------------------------------------------------------------- |
| Parti                                                                 | Parti                                                                 | Candidat                                                              | Votes                                                                 | %                                                                     |
|                                                                       | Démocrate                                                             | Jack Allen                                                            | 17 918                                                                | 100 %                                                                 |

| Élection de 2024 du 3e district congressionnel du Tennessee | Élection de 2024 du 3e district congressionnel du Tennessee | Élection de 2024 du 3e district congressionnel du Tennessee | Élection de 2024 du 3e district congressionnel du Tennessee | Élection de 2024 du 3e district congressionnel du Tennessee |
| ----------------------------------------------------------- | ----------------------------------------------------------- | ----------------------------------------------------------- | ----------------------------------------------------------- | ----------------------------------------------------------- |
| Parti                                                       | Parti                                                       | Candidat                                                    | Votes                                                       | %                                                           |
|                                                             | Républicain                                                 | Chuck Fleischmann (sortant)                                 | TBD                                                         | TBD                                                         |
|                                                             | Démocrate                                                   | Jack Allen                                                  | TBD                                                         | TBD                                                         |
|                                                             | Indépendant                                                 | Stephen King                                                | TBD                                                         | TBD                                                         |
|                                                             | Indépendant                                                 | Jean Howard-Hill                                            | TBD                                                         | TBD                                                         |
| Total des votes                                             | Total des votes                                             | Total des votes                                             | TBD                                                         | 100 %                                                       |
|                                                             |                                                             |                                                             |                                                             |                                                             |